# Federazione calcistica degli Stati Uniti d'America
La United States Soccer Federation (USSF) è l'organo ufficiale di regolamentazione e di governo dell'attività calcistica degli Stati Uniti d'America, ed ha sede a Chicago, Illinois.
Ad essa è demandata la gestione delle nazionali di calcio statunitensi maschile e femminile e l'organizzazione della Coppa nazionale, la U.S. Open Cup; inoltre, tramite le varie Leghe professionistiche e dilettantistiche, e di concerto con la contigua Canadian Soccer Association, gestisce e assicura il corretto svolgimento dei campionati calcistici nordamericani, primi tra tutti la Major League in ambito maschile e la W-League in quello femminile.
Nonostante le posizioni di rincalzo nell'attuale ranking mondiale, la Nazionale statunitense maschile prese parte al primo campionato del mondo di calcio, nel 1930 in Uruguay, piazzandosi terza. In totale essa ha partecipato 10 volte al campionato del mondo, al quale è stata presente ininterrottamente dal 1990 al 2014, ma ha sorprendentemente mancato la qualificazione all'edizione 2018. Vanta inoltre 14 partecipazioni, con sei vittorie finali, nel campionato centro-nordamericano per nazioni ed un secondo posto alla Confederations Cup 2009. Decisamente più nutrito il palmarès della nazionale femminile, una tra le più forti selezioni a livello internazionale, campione del mondo nel 1991, nel 1999, nel 2015, e nel 2019, seconda nel 2011,  terza nelle altre tre edizioni del torneo (1995 e 2003, 2007)  nonché campione continentale nel 1991, 1993, 1994, 2000, 2002, 2006, 2014 e olimpica nel 1996, nel 2004, nel 2008, nel 2012 e seconda nel 2000.
Tale federazione organizza anche le World Series of Football.

## Storia
Fondata nel 1913 con il nome di United States Football Association. Fu riconosciuta dalla FIFA fin dalla nascita ed ha nella CONCACAF la confederazione continentale di appartenenza, alla quale è affiliata dal 1961.
Nel corso degli anni la denominazione venne cambiata, nel 1945 venne aggiunta la parola "soccer" divenendo United States Soccer Football Association, e nel 1974 assunse quella attuale.
La federazione fu invitata nel 1930 a partecipare al citato campionato del mondo, e riuscì a qualificarsi anche per il successivo campionato del mondo 1934 in Italia. Senza dubbio la vittoria più clamorosa del periodo pionieristico del calcio statunitense fu quella maturata nel corso del campionato del mondo 1950 in Brasile, quando la nazionale a stelle e strisce batté a sorpresa per 1-0 gli assai più quotati inglesi, inventori del gioco moderno.

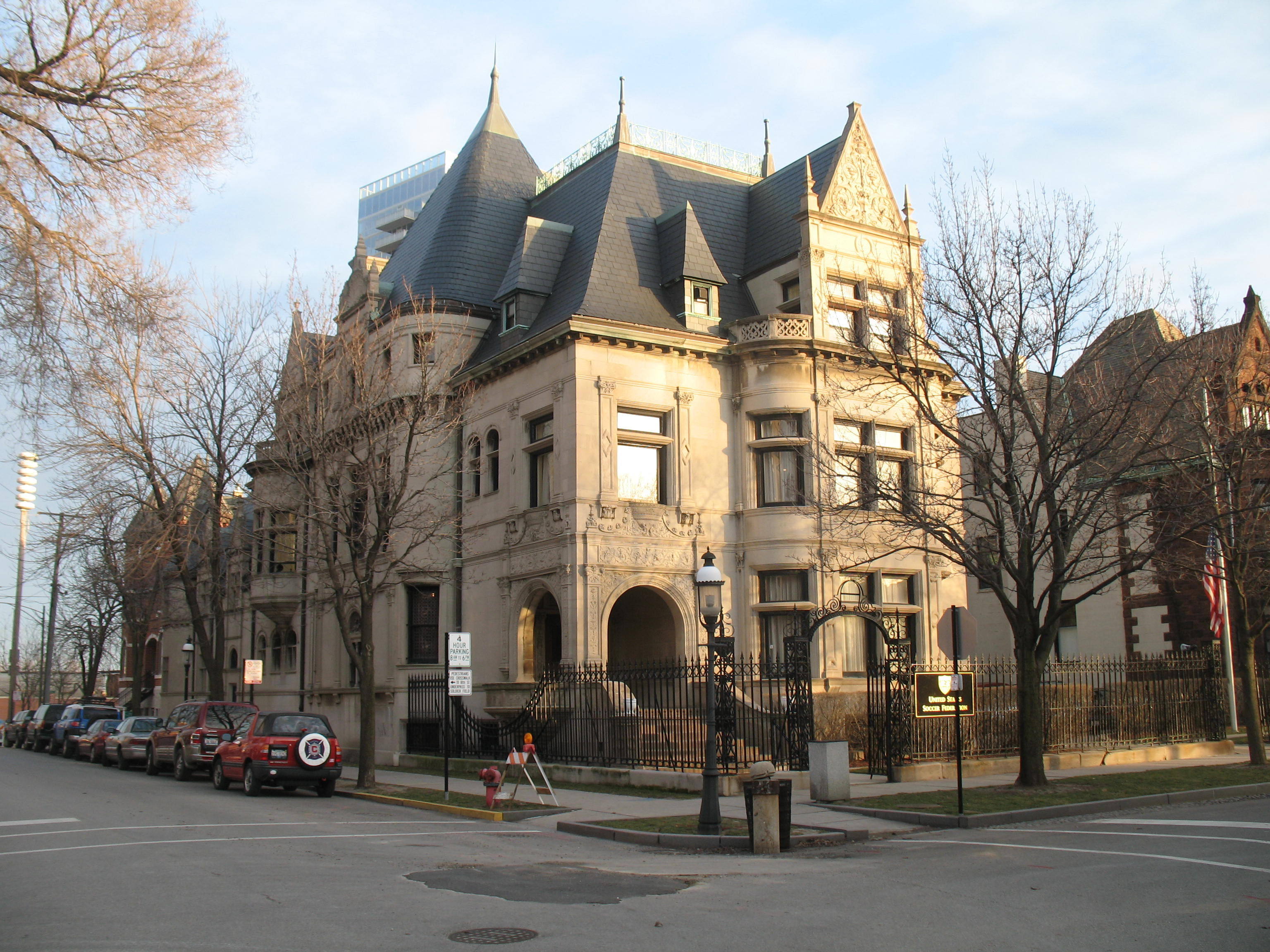
La sede della USSF a Chicago

Stante la concorrenza di sport come basket, baseball e hockey su ghiaccio, per non citare il football americano, il calcio negli anni cinquanta e sessanta fu sempre - di fatto - trattato come un fenomeno minore e una realtà da immigrati (molte squadre semiprofessionistiche o amatoriali portano tuttora nel nome quello della comunità di appartenenza, in particolare di greci, ungheresi, tedeschi, ucraini e, naturalmente, italiani).
Alla fine degli anni sessanta, la USSF cercò di dare una struttura professionale al calcio di lega e favorì la nascita della North American Soccer League, posta sotto il controllo congiunto con la federazione canadese. Sebbene a posteriori rivelatasi un'ennesima falsa partenza (nella NASL giocavano molti talenti d'importazione, parecchi dei quali a fine carriera, e non fu quasi mai favorito l'emergere di calciatori indigeni), e nonostante il fallimento economico sopraggiunto nel 1985, l'esperienza della NASL costituì il primo tentativo serio di promozione del calcio nel Paese.
A partire dagli anni novanta, la USSF ha adottato delle politiche di crescita e formazione più stringenti, ponendo un limite al numero di calciatori stranieri nelle varie squadre statunitensi e incentivando l'utilizzo dei giovani. Questo ha fatto sì che anche il team nazionale maschile, quello più bisognoso di talenti, sia cresciuto in qualità: ininterrottamente presente sulla massima ribalta internazionale fin dal campionato del mondo 1990, nel 2002 ottenne il suo miglior risultato del dopoguerra, arrivando ai quarti di finale del campionato mondiale di Giappone e Corea del Sud. Persistono tuttora problemi economici per molti club, che preferiscono giocare in leghe di rango inferiore per l'impossibilità di adeguarsi agli standard richiesti dai campionati maggiori - segnatamente la Major League - ma il livello del gioco è notevolmente salito persino dai tempi della stessa NASL, e attualmente vi sono una gran quantità di calciatori statunitensi che giocano nelle Leghe europee, in primis in Inghilterra, Scozia e Germania.
Dal 1992 la USSF organizzò la U.S. Cup, torneo amichevole.
Più ricca di successi invece la selezione femminile: contrariamente a quanto si pensa, sia in Inghilterra che negli Stati Uniti le donne iniziarono a giocare a calcio molto presto, quasi subito dopo la codifica del gioco (nel Regno Unito sono documentati incontri di calcio femminili tenutesi negli ultimi anni del XIX secolo). Con minor concorrenza degli altri sport rispetto al calcio maschile, le signore hanno potuto accedere a una vasta platea di praticanti e hanno avuto una ampia base da cui scegliere. Oggi, complice il fatto che anche a livello femminile il calcio è stato sempre visto come lo sport degli americani di nuova generazione, la nazionale femminile degli Stati Uniti è una riuscita sintesi di esperienze culturali e filosofie di gioco diversissime tra di esse: europee, ispanoamericane, afroamericane e perfino asiatiche. Essa è, inoltre, l'unica nazionale femminile al mondo a essere composta interamente da calciatrici professioniste.

## Dalla fine del XX secolo al Terzo millennio
La nuova fase del calcio negli Stati Uniti ha senza dubbio coinciso con l'organizzazione da parte della USSF del campionato del mondo 1994. Nonostante l'uscita agli ottavi di finale a opera dei futuri campioni mondiali del Brasile, la squadra si comportò nel complesso bene, e da quell'esperienza venne la spinta per adottare politiche atte a promuovere e incentivare ulteriormente l'attività calcistica nel Paese.
È del 2003 l'apertura di un centro tecnico federale a Los Angeles, corredato di uno stadio, il primo negli USA progettato specificamente per il calcio, che attualmente ospita le partite di lega del Los Angeles Galaxy.
Oltre al citato campionato del mondo 1994, sotto la giurisdizione della USSF si tennero i tornei olimpici di calcio di Los Angeles nel 1984 e di Atlanta nel 1996, nonché il campionato mondiale femminile del 1999 ed del 2003.
Recentemente, molte squadre europee hanno guardato al parco-giocatori americano per ingaggiare portieri di qualità. È il caso degli ultimi tre uomini che hanno difeso la porta della nazionale statunitense, Kasey Keller, Tim Howard e Brad Friedel,  ingaggiati da alcune squadre della FA Premier League.

## Evoluzione del logo

1950
1984
1993
1995
2016